# Короткохвостые нектарницы
Короткохвостые нектарницы (лат. Anthreptes) — род птиц из семейства нектарницевых.

## Распространение
Представители рода встречаются в Африке к югу от пустыни Сахара, а также в Юго-Восточной Азии.

## Описание
Клюв тонкий, хвост ровный.

## Этимология
Родовое название представляет собой сочетание греческих слов: ανθος — «цветок» и θρεπτης — «пища».

## Список видов
В состав рода включают 15 видов:
- Красногрудая короткохвостая нектарница Anthreptes anchietae (Bocage, 1878)
- Золотистая короткохвостая нектарница Anthreptes aurantius J.Verreaux et E.Verreaux, 1851
- Габунская короткохвостая нектарница Anthreptes gabonicus (Hartlaub, 1861)
- Anthreptes griseigularis Tweeddale, 1878
- Фиолетовая короткохвостая нектарница Anthreptes longuemarei (Lesson, 1831)
- Коричневогорлая короткохвостая нектарница Anthreptes malacensis (Scopoli, 1786)
- Скромная короткохвостая нектарница Anthreptes neglectus Neumann, 1922
- Ласточковая короткохвостая нектарница Anthreptes orientalis Hartlaub, 1880
- Зеленая короткохвостая нектарница Anthreptes rectirostris (Shaw, 1812)
- Синегорлая короткохвостая нектарница Anthreptes reichenowi Gunning, 1909
- Красногорлая короткохвостая нектарница Anthreptes rhodolaemus Shelley, 1878
- Рубиновозвездная короткохвостая нектарница Anthreptes rubritorques Reichenow, 1905
- Anthreptes seimundi (Ogilvie-Grant, 1908)
- Простая короткохвостая нектарница Anthreptes simplex (S.Müller, 1843)
- Anthreptes tephrolaemus (Jardine & Fraser, 1852)